# 原子力機関車
原子力機関車（げんしりょくきかんしゃ）とは、鉄道の列車牽引を行う機関車の動力に原子炉を利用する鉄道車両である。船舶、航空機など様々な交通機関で原子力推進が研究されていた1950年代に着手されたもので、アメリカ合衆国や西ドイツ、ソ連、日本などで検討され、設計段階まで研究されたものもあったが、経済性や安全性など諸般の問題で実際に製作されたものはない。

## 概要
1950年代ごろ、鉄道の動力といえば蒸気機関による蒸気機関車、内燃機関によるディーゼル機関車、電力による電気機関車などがあった。そのうち前2者は燃料の補給（蒸気機関車では大量の水も）に難があり、エネルギー効率もよいものではなかった。後者は電化のために架線や発電所・変電所などの送電システムに莫大な初期投資が必要であるなどの弱点があった。そのため、燃料補給も長期間必要とせず、地上設備に投資しなくてもよい方法として原子力機関の導入が検討された。しかし、原子炉から発生する放射能の遮蔽材が多く必要になるため超大型機関車になることなど、経済性や安全性の問題のため、設計段階から先にはすすまなかった。

## 各国の計画

### X-12
アメリカ原子力委員会はユタ大学の研究チームに原子力機関車の研究を行わせ、そこで1954年設計されたのがX-12だった。X-12に搭載される原子炉は縦横100cm、高さ30cmで硫酸ウラニル水溶液を炉心に入れた出力30,000kWタイプであった。この原子炉の発生熱で水蒸気を発生させ、その水蒸気で発電機を回して電力を生み出し主電動機を回して機関車を駆動させようというものであった。現在実用化されている電気式ディーゼル機関車の原子力版というものであった。世界最初の原子力艦船がノーチラス号であったように原子力機関車も同じ軍用として計画された可能性もあると考えられていた。しかし、原子炉から発生する放射線から周囲を防御する必要性があるため、原子炉の防御壁を必要とした。そのため、X-12は220tの遮蔽体を必要とし、全長49m、自重360t、軸配置C-C-C+C-2と世界史上最大級の鉄道用機関車となる設計であった。X-12は7,000HPの牽引力があり、5,000tの貨物列車を牽引して時速100kmに加速するまで3分32秒しか必要とせず、核燃料5kgで1年間無補給で稼動できるとされるなど、いずれも桁違いの能力があった。しかし製造されることはなかった。

#### 補足
炉心（リアクター）は、差し渡し3フィート、厚さ1フィートの6角形である。中にはウラン235約20ポンドに相当する硫酸ウラニル溶液が64ガロンが入っている。制御棒を引き抜くと臨界状態になり、核分裂の連鎖反応が始まる。周囲はウォータージャケットで包んであり、さらに中には鉛筆位の細いステンレス製の配管が10000本通っている。ウォータージャケットと配管の中の純水を核分裂の熱で加熱して蒸気を発生させ、この蒸気でタービンを回して発電する。その後蒸気はコンデンサー（復水器）で冷却水で冷やされて水になり、循環・再使用される。高温になった冷却水は、後部にある巨大なラジエーター（自動車のラジエーター1000台分の大きさ）で冷やされる。ラジエーター部分の屋根には冷却ファンをたくさん並べてある。
運転時には強い放射線と高温のため燃料溶液の水は酸素と水素に分解してどんどん減ってしまうので、酸素と水素を再生室 (Recombination chamber) に導き触媒の作用で水に戻し、リアクターに返す。このようにして燃料溶液の量は一定に保たれる。
リアクターは、ガンマ線を遮る鋼板と中性子線を遮る水またはパラフィンまたはプラスチックを交互に重ねた多層のシールドで覆ってある。リアクターの制御棒は水平に対して60度の角度に取り付けてあり、取り付け部は剪断ピン (Shear pin) で固定してある。どちらの方向からでも重力の加速度Gの5分の1以上の衝撃が加わると、剪断ピンが切れて制御棒がリアクターの中に落ち込み、連鎖反応を停止させる。
X-12の計画はかなり具体的なところまで煮詰められ、54ーページの論文にまとめられて公表された。運行コストは、適当な条件下ではディーゼルと十分競争できるとされていた。この時点では2年以内に実現できると見込まれていた。 

### サザン鉄道
サザン鉄道の技師長B・C・ガンネルは1955年タービン式原子力機関車の計画を発表した。軍用に用途を限定して設計したもので、固体燃料を使用した出力15,000HPの原子炉を搭載し、原子炉で加熱した圧縮空気でタービンを駆動して発電機を回し、主電動機で機関車を駆動させようというものであった。遮蔽体の重量は38t、全長20m、自重174t、軸配置C-Cと、他の計画案に比べると小型で、3000HPの出力を発揮する予定だった。

### 西ドイツ
ドイツ連邦鉄道により、均質燃料を使用したガス冷却炉を搭載した原子力機関車が1955年計画された。全長36m、自重175t、軸配置Bo-Bo-Bo-Bo、6000HPの出力を発揮する予定だった。

### AH100
日本は、第二次世界大戦敗北後、いかなる核研究と開発も禁止されていたが、1954年に平和利用については解禁された。国鉄鉄道技術研究所は諸外国で原子力機関車が検討されている趨勢や、政府による原子力利用の動きなどから、とりあえず技術的可能性を検討するため、調査目的として計画案として練られたのがAH100型原子力機関車であった。
AH100型は当時国鉄が開発したEH10形電気機関車に相当する3,000HPの在来線用貨物機関車で、全長29.8m、自重179t、軸配置1-Bo-Bo+Bo-Bo-1とEH10形よりもはるかに巨体であった。これは自重1.9tの原子炉に対し、遮蔽体だけで109tを必要としたためである。原子炉は濃縮ウラニウムを用いる熱中性子均質形で熱出力15600kWのもので、原子炉から熱交換器で送られた熱で加熱した圧縮空気でタービンを駆動して発電機を回し、主電動機で機関車を駆動させようというものであった。なお減速材にはベリリウム、伝熱媒体に液体リチウム、遮蔽体には軽量化できるホウ素含有鋼とパラフィン層状体を採用するとしていた。
最終報告書は1957年にまとめられたが、実現可能であるとしつつも、新造費用がかかりすぎるうえに、技術的課題が多すぎるとして難しいとした。そのうえで、原子力発電（および電化）に取り組む方が現実的であると結論された。
このAH100計画は、厳重な機密の下で開発が行われていたかのような記述が鉄道趣味書籍で見受けられることもあるが、実際には毎日新聞1957年6月3日朝刊『実る？原子力機関車の夢 青写真でき上る』に図面入りで詳細な報道がなされており、機密扱いであったとは言い難い。

### ソ連
ソ連科学アカデミーは1950年代に原子力機関車を計画した。これは既存の鉄道車両よりも巨大な広軌車両となる予定であった。

## 原子力機関車の登場するフィクション作品
「銃夢」
木城ゆきとによる漫画作品。辺境の輸送機関として加圧水型原子炉による蒸気機関車が登場する。